# Duxbury, Vermont
Duxbury är en kommun (town) i Washington County i delstaten  Vermont, USA. År 2000 hade orten 1 289 invånare. Den har enligt United States Census Bureau en area på 43,1 km², varav 0,4 km² är vatten. 
1. ↑  United States Census Bureau (red.), USA:s folkräkning 2020, läs online, läst: 1 januari 2022.[källa från Wikidata]